# Subaşı, Meriç
Subaşı là một thị trấn thuộc huyện Meriç, tỉnh Edirne, Thổ Nhĩ Kỳ. Dân số thời điểm năm 2011 là 2.035 người.